# Communauté de communes Saône Doubs Bresse
La communauté de communes Saône Doubs Bresse est une structure intercommunale française située dans le département 
de Saône-et-Loire, en région Bourgogne-Franche-Comté.

## Historique
Le 1er janvier 2014, la CCSDB est créée à partir de la fusion des communautés de communes des Trois Rivières du Verdunois et Saône et Bresse.
Le 1er janvier 2025, les communes de Ciel et de Verdun-sur-le-Doubs fusionnent pour constituer la commune nouvelle de Verdun-Ciel.

## Territoire communautaire

### Composition
La communauté de communes est composée des 27 communes suivantes :

| Nom                         | Code Insee | Gentilé           | Superficie (km2) | Population (dernière pop. légale) | Densité (hab./km2) |
| --------------------------- | ---------- | ----------------- | ---------------- | --------------------------------- | ------------------ |
| Verdun-sur-le-Doubs (siège) | 71566      |                   | 7,27             | 942 (2022)                        | 130                |
| Allériot                    | 71004      | Allériotois       | 13,46            | 1 162 (2022)                      | 86                 |
| Bey                         | 71033      |                   | 8,92             | 869 (2022)                        | 97                 |
| Les Bordes                  | 71043      |                   | 2,28             | 84 (2022)                         | 37                 |
| Bragny-sur-Saône            | 71054      | Bragnotins        | 14,79            | 677 (2022)                        | 46                 |
| Charnay-lès-Chalon          | 71104      | Charnaysois       | 9,24             | 192 (2022)                        | 21                 |
| Ciel                        | 71131      | Ciélois           | 17,19            | 896 (2022)                        | 52                 |
| Clux-Villeneuve             | 71578      |                   | 15,36            | 301 (2022)                        | 20                 |
| Damerey                     | 71167      | Damerois          | 11,62            | 548 (2022)                        | 47                 |
| Écuelles                    | 71186      | Écuellois         | 9,93             | 255 (2022)                        | 26                 |
| Guerfand                    | 71228      |                   | 6,44             | 226 (2022)                        | 35                 |
| Longepierre                 | 71262      |                   | 12,05            | 161 (2022)                        | 13                 |
| Mont-lès-Seurre             | 71315      |                   | 6,43             | 188 (2022)                        | 29                 |
| Montcoy                     | 71312      |                   | 9,06             | 241 (2022)                        | 27                 |
| Navilly                     | 71329      | Navillois         | 9,68             | 405 (2022)                        | 42                 |
| Palleau                     | 71341      | Palleaudins       | 10,68            | 254 (2022)                        | 24                 |
| Pontoux                     | 71355      | Pontdubiens       | 13,77            | 276 (2022)                        | 20                 |
| Saint-Didier-en-Bresse      | 71405      | Saint-Désidériens | 11,29            | 183 (2022)                        | 16                 |
| Saint-Gervais-en-Vallière   | 71423      | Valigervasiens    | 16,27            | 440 (2022)                        | 27                 |
| Saint-Martin-en-Bresse      | 71456      |                   | 34,59            | 1 902 (2022)                      | 55                 |
| Saint-Martin-en-Gâtinois    | 71457      |                   | 7,29             | 120 (2022)                        | 16                 |
| Saint-Maurice-en-Rivière    | 71462      |                   | 18,57            | 523 (2022)                        | 28                 |
| Saunières                   | 71504      | Salnériens        | 7,4              | 83 (2022)                         | 11                 |
| Sermesse                    | 71517      |                   | 8,36             | 246 (2022)                        | 29                 |
| Toutenant                   | 71544      |                   | 13,62            | 173 (2022)                        | 13                 |
| Verjux                      | 71570      |                   | 12,09            | 508 (2022)                        | 42                 |
| Villegaudin                 | 71577      | Villegaudinois    | 8,96             | 218 (2022)                        | 24                 |

### Démographie
| 1968  | 1975  | 1982  | 1990  | 1999  | 2010   | 2015   | 2021   |
| ----- | ----- | ----- | ----- | ----- | ------ | ------ | ------ |
| 9 230 | 8 572 | 9 083 | 9 374 | 9 847 | 11 646 | 12 127 | 12 081 |

## Administration

### Siège
Le siège de la communauté de communes est situé à Verdun-sur-le-Doubs.

### Les élus
Le conseil communautaire de la communauté de communes se compose de 45 conseillers, élus pour une durée de six ans.

### Présidence
| Période                                  | Période  | Identité          | Étiquette | Qualité                    |
| ---------------------------------------- | -------- | ----------------- | --------- | -------------------------- |
| Les données manquantes sont à compléter. |          |                   |           |                            |
|                                          | 2020     | Philippe Decroocq | DVG       | Maire de Bey (2008 → 2020) |
| 2020                                     | En cours | Brigitte Béal     |           | Maire d'Allériot (2014 →   |

### Régime fiscal et budget
Le régime fiscal de la communauté de communes est la fiscalité professionnelle unique (FPU).